# Лук каратавский
Лук каратавский (лат. Allium karataviense) — многолетнее травянистое растение, вид рода Лук (Allium) семейства Луковые (Alliaceae).
Используется как декоративное растение благодаря своим необычным широким листьям, красиво выглядит при посадке небольшими группами. Размножать можно семенами или дочерними луковицами. Предпочитает солнечные, тёплые места
.

## Этимология
Научное латинское название рода, данное Карлом Линнеем, — лат. allium — происходит от латинского названия чеснока, которое, в свою очередь, вероятно, связано с кельтским словом all — жгучий; другая версия — происходит от лат. halare — «пахнуть».
Видовой эпитет происходит от названия хребта Каратау на юге Казахстана.

## Распространение и экология
В природе ареал вида охватывает Памиро-Алай и Тянь-Шань. Эндемик.
Произрастает на подвижных известняковых осыпях в нижнем поясе гор.
Цветение с конца весны до середины лета, около 25 дней.

## Ботаническое описание
Луковица шаровидная, диаметром 2—6 см; наружные оболочки черноватые или сероватые, бумагообразные.
Стебель коренастый, высотой 10—25(30) см, иногда почти до половины погружён в землю, короче листьев.
Листья, обычно, в числе двух, реже одного или трёх, шириной 3—15 см, ланцетные или чаще продолговатые или почти эллиптические, по краю гладкие.
Чехол немного или в полтора раза короче зонтика, коротко заострённый. Зонтик шаровидный, многоцветковый, густой. Цветоножки в три—четыре раз длиннее околоцветника, равные, при основании без прицветников. Листочки звёздчатого околоцветника светло-розово-фиолетовые, с более тёмной жилкой, линейные, тупые, позднее вниз отогнутые, скрученные, длиной 5—7 мм. Нити тычинок немного длиннее листочков околоцветника, при основании с околоцветником сросшиеся, выше между собой спаянные, шиловидные. Завязь на ножке, шероховатая.
Коробочка обратно-сердцевидная, диаметром около 8 мм.
Число хромосом 2n = 18.

## Таксономия
Вид Лук каратавский входит в род Лук (Allium) семейства Луковые (Alliaceae) порядка Спаржецветные (Asparagales).
|  |                                      |  |                                                             |                                                             |                   |  | ещё 24 семейства (согласно Системе APG II) | ещё 24 семейства (согласно Системе APG II) |                     |  |  |  | ещё более 870 видов |
|  |                                      |  |                                                             |                                                             |                   |  | ещё 24 семейства (согласно Системе APG II) | ещё 24 семейства (согласно Системе APG II) |                     |  |  |  | ещё более 870 видов |
|  |                                      |  |                                                             | порядок Спаржецветные                                       |                   |  |                                            |                                            | род Лук             |  |  |  |                     |
|  |                                      |  |                                                             | порядок Спаржецветные                                       |                   |  |                                            |                                            | род Лук             |  |  |  |                     |
|  | отдел Цветковые, или Покрытосеменные |  |                                                             |                                                             | семейство Луковые |  |                                            |                                            | вид Лук каратавский |  |  |  |                     |
|  | отдел Цветковые, или Покрытосеменные |  |                                                             |                                                             | семейство Луковые |  |                                            |                                            |                     |  |  |  |                     |
|  |                                      |  | ещё 44 порядка цветковых растений (согласно Системе APG II) | ещё 44 порядка цветковых растений (согласно Системе APG II) |                   |  |                                            | ещё около 300 родов                        | ещё около 300 родов |  |  |  |                     |
|  |                                      |  |                                                             | ещё 44 порядка цветковых растений (согласно Системе APG II) |                   |  |                                            |                                            | ещё около 300 родов |  |  |  |                     |